# 安哥拉独立战争
安哥拉独立战争（葡萄牙語：Guerra de Independência de Angola，1961年－1974年），在安哥拉称为民族解放武装斗争（葡萄牙語：Luta Armada de Libertação Nacional） ，是安哥拉为脱离葡萄牙而进行的独立战争。

## 概述
安哥拉独立战争始于一场反对强迫种植棉花的斗争，然后演变成葡属安哥拉与三个民族主义派别和一个分离主义派别的多方战争。 战争以游击战的形式进行，葡萄牙军队和安全部队对主要分散在安哥拉广大农村地区的武装团体发动了反叛行动。参与冲突的各方都犯下了诸多暴行。最终，葡萄牙取得了全面的军事胜利。1974年，里斯本爆发的康乃馨革命推翻了葡萄牙第二共和国政府，新政权立即停止了在非洲殖民地的所有军事行动，并允许他们即刻独立。1975年，葡萄牙人撤走，随后安哥拉国内各派间爆发了安哥拉内战。
这场冲突通常被视为更大规模的葡萄牙殖民地战争的一部分，其它还包括几内亚比绍独立战争和莫桑比克独立战争。

## 交战方
- 葡萄牙方

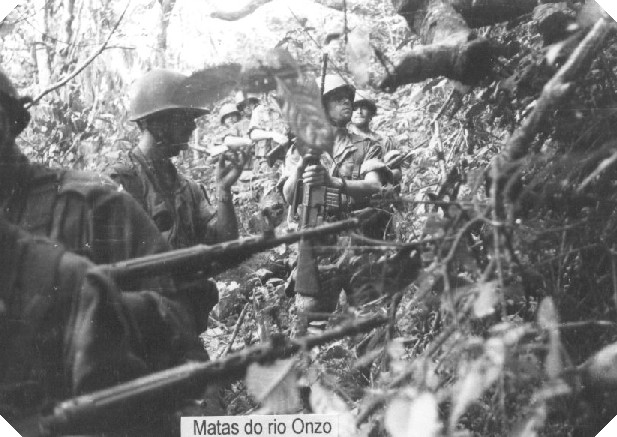
行进在安哥拉北部雨林里的葡萄牙伞兵

  - 葡萄牙武装部队，在安哥拉的葡萄牙武装部队包括陆、海、空三军。冲突爆发时，驻安哥拉的葡萄牙武装部队有6500人，其中1500人为欧洲人，其余的是当地人。到冲突结束时，这一数目已增加到超过65,000人，其中57.6%是欧洲人，其余是当地人。
  - 安全部队，有葡属安哥拉各省总督领导的民政当局控制。安全部队包括公共安全警察（PSP）和国际及卫国警察 (PIDE）。到1960年代中期，约有10,000名PSP和1,100名PIDE部队。
  - 准军事和非正规部队。包括称为“安哥拉省志愿者和民防组织”的民团。

- 安哥拉方
  - 安解阵 (FNLA)，成立于1954，主要得到刚果、扎伊尔和阿尔及利亚的支持，由美国资助。虽然自称为亲美反苏组织，但他们从东欧国家获得了武器。
  - 安人运 (MPLA)，成立于1956年，外援主要靠苏联和古巴，配备苏制武器。
  - 安盟 (UNITA），成立于1966年，由安解阵的持不同政见者萨文比创建，装备不精良。
  - 卡宾达飞地解放阵线，成立于1963年，其并不为整个安哥拉的独立而战，而只是为卡宾达的独立而战。
  - 东方起义，成立于1973年，由安人运的持不同政见者创建。

## 战前背景
1933 年通过的《葡萄牙殖民法》定义了葡萄牙欧洲部分与海外领土之间的关系，承认葡萄牙人对当地人的优越性，葡萄牙海外领土失去了自1834年以来的“省”地位，成为指定的“殖民地”。
由于其帝国主义倾向，《葡萄牙殖民法》开始受到质疑。1951年，葡萄牙议会对宪法进行了审查，最终推翻了该《殖民法》。根据这项法律，所有葡萄牙海外领土都恢复了省级地位，安哥拉不再被称为安哥拉殖民地（Colónia de Angola），而重新正式称为安哥拉省（Província de Angola）。
1948年，维里亚托·达克鲁兹等人成立安哥拉“青年知识分子运动”，民族主义者致函联合国，呼吁在联合国监督下给予安哥拉保护地位。
在1950年代，葡萄牙人前往葡属非洲开始新一波的定居潮，包括安哥拉海外省，并得到萨拉查政府的鼓励。
1953年，安哥拉分离主义者成立了“安哥拉非洲人联合斗争党”（PLUA），这是第一个主张安哥拉从葡萄牙独立的政党。1954年，“北安哥拉人民联盟”成立，主张历史上刚果王国独立。1955年，安哥拉共产党成立（PCA），并于1956年，于PLUA合并，组成了安人运。
1955年12月葡萄牙加入联合国后，联合国秘书长正式询问葡萄牙政府，该国是否在其管理下拥有非自治领土。葡萄牙政府表示，所有葡萄牙海外省份都是葡萄牙不可分割的一部分，葡萄牙没有任何可以被认定为非自治的领土。

## 战争经过

### 导火索
在下卡桑杰地区，1961年1月3日，葡萄牙-比利时棉花种植公司Cotonang的种植工人举行抗议，要求改善工作条件。下卡桑杰（Baixa do Cassanje）是安哥拉马兰哲一个富饶的农业区，Cotonang公司掌握了该地的棉田。种植工们烧毁了自己的身份证，并袭击了公司内的葡萄牙商人。起义很快蔓延到整个马兰热区。葡萄牙当局对此作出回应，出动地面部队平叛，并该地的20多个村庄进行空袭，造成大量村民死亡。虽然安人运声称空袭造成大约一万人死亡，大多数估计约有几十人至400人死亡。 2月27日，下卡桑杰的起义被认定已平息。
在罗安达，1961年2月4日，一些黑人武装分子袭击了当地的一个警察局和民事监狱。袭击被击退，没有任何囚犯被释放，冲突造成七名警察和士兵死亡，有25至40名袭击者被杀。2月5日，政府为死去的警察举行了葬礼，数千人参加了葬礼，其中大多数是罗安达的白人居民。葬礼期间发生骚乱，造成更多人死亡。不同消息来源的的描述相互矛盾，John Marcum表示这一骚乱期间有近三百名黑人被杀，Pires Nunes则表示只有19人丧生。2月10日，武装分子再次袭击了监狱，又遭葡萄牙人的击退。

### 1961年战争爆发

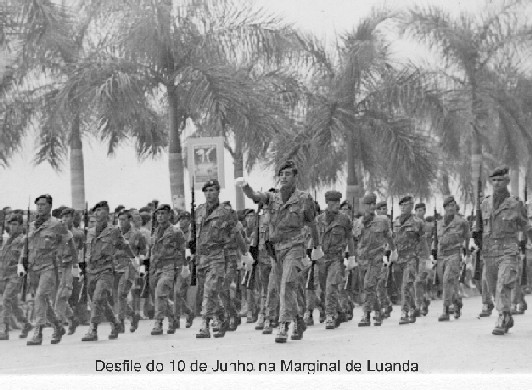
葡萄牙殖民地部队在罗安达阅兵

1961年3月15日，安哥拉人民联盟（UPA）的领导者奥尔登·罗贝托，带领4,000至5,000名武装分子从其位于刚果（利）的基地开始入侵安哥拉北部。他的部队占领了农场、政府哨所和商业区，杀害政府官员和平民，其中大部分是来自中部高地奥文本杜族的合同工。UPA进入安哥拉北部，屠杀了1,000名白人和6,000名黑人。这是安哥拉独立战争和更广泛的葡萄牙殖民地战争的开始。
在最初的袭击中幸存下来的白人居民没有逃离，他们在当地几个城镇聚集起来，在几乎没有军队支援的情况下抵抗袭击。3月28日，他们组建了“安哥拉省志愿者和民防组织”民团。
4月11日，葡萄牙时任国防部长胡里奥·博特略·莫尼兹试图发动政变但失败，萨拉查任命了新的国防部长。在意识到事态严重性后，葡萄牙武装部队开始进行军事动员并派往安哥拉。5月起，从欧洲运来的部队开始向安哥拉北部发动反。8月占领了UPA当时的首都南邦贡戈。9月，葡萄牙军占领了UPA在安哥拉北部的最后一个基地Pedra Verde。主要的军事行动最终于10月结束。
6月9日，联合国安理会通过第163号决议，宣布安哥拉为非自治领土，并呼吁葡萄牙停止对安哥拉人民的镇压措施。该决议以中国、美国、苏联和所有非常任理事国的表决获得通过，法国和英国弃权。
在战争的第一年，有20,000至30,000名安哥拉人丧生，400,000至500,000人逃离。UPA中加入了支持独立的难民，继续从扎伊尔边境发动袭击，使情况更加恶化。

### 1962年－1965年
1962年3月，奥尔登·罗贝托将UPA和安哥拉民主党（PDA）整合为安解阵。几周后，其成立了“安哥拉流亡革命政府”(GRAE)，得到了几个非洲国家的承认，萨文比为外交部长。 奥尔登·罗贝托与扎伊尔总统蒙博托组成政治联盟，罗贝托与妻子离婚，并娶了来自蒙博托妻子所在村庄的一名妇女。罗伯托在1963年至1969年间访问了以色列并得到了以色列政府的援助。
安人运在1962年进行了领导层的变动，维里亚托·达克鲁兹被阿戈什蒂纽·内图取代。阿戈什蒂纽·内图在1965年会见了切格瓦拉，并很快得到了古巴、东德和苏联政府的资助。
由于不同意奥尔登·罗贝托不愿将战争扩到传统的刚果王国之外的方针，萨文比于1964年离开安解阵，并于1966年成立安盟。

### 1966年东线开辟
1966年5月，安人运成员丹尼尔·奇彭达建立了名为“东方阵线”(Frente Leste)的组织，并在安哥拉东部取得进展。
安盟于1966年12月25日进行了第一次袭击，破坏了本格拉铁路。安盟在1967年两次使铁路脱轨，激怒了通过铁路出口铜的赞比亚政府，赞比亚总统肯尼思·卡翁达将其境内的500名安盟战士驱逐出境。安盟的主要基地在安哥拉遥远的东南部省份，在那里葡萄牙和安解阵的影响实际上非常低。安盟的组织度比安解阵和安人运更高，且更擅长游击战。
1968年5月19日，安解阵开始进入安哥拉东部并进行了首次行动。1968年10月，葡萄牙采取行动摧毁了安人运在安哥拉东部的主要基地。1960年代末，安解阵和安人运开始互相攻击对方，安人运还协助葡萄牙人寻找安解阵的藏身地。1969年底，葡萄牙派出机动特遣部队，旨在搜索并消灭安哥拉东部的游击队。

### 1971年－1974年

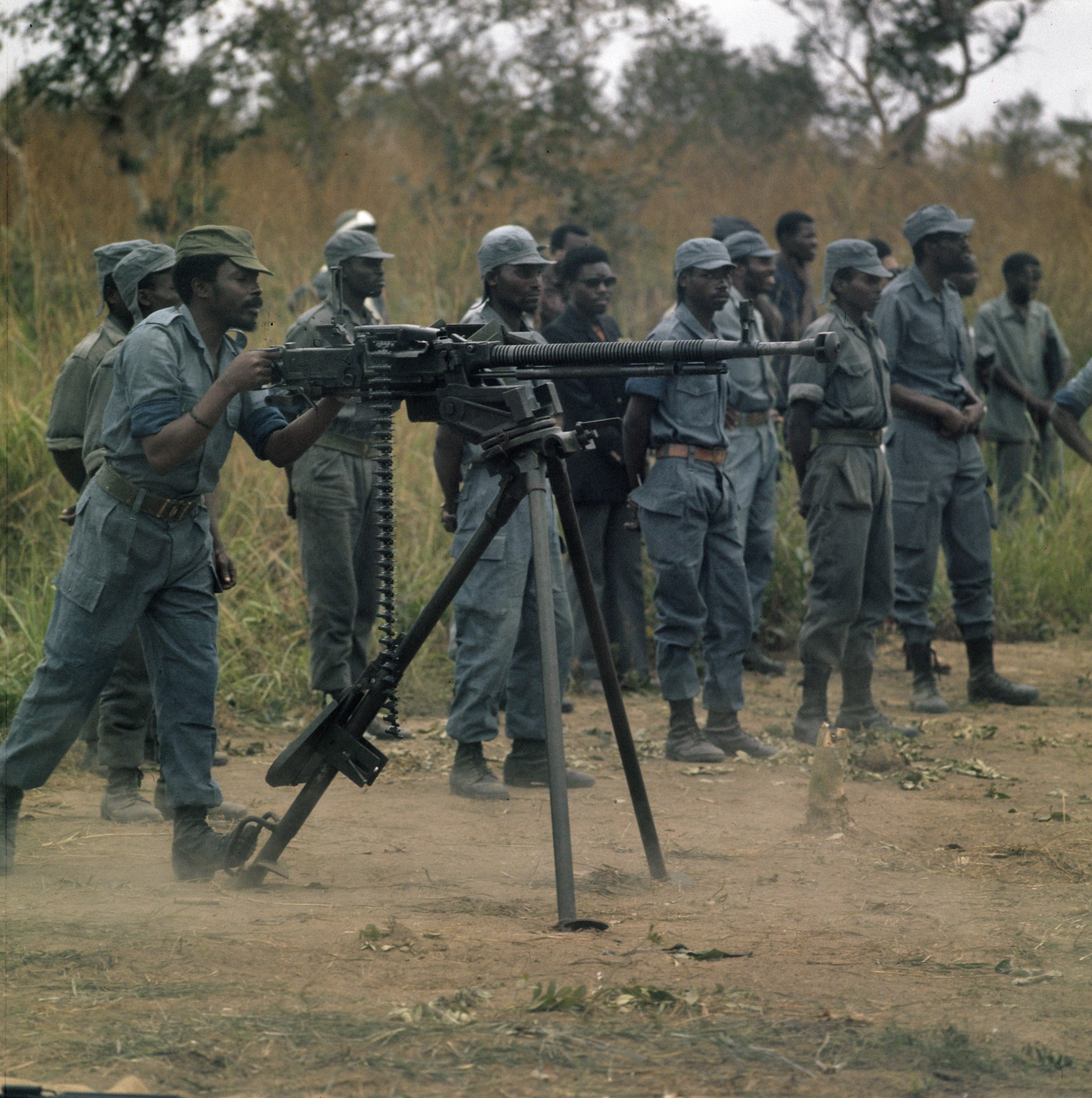
1973年，安解阵士兵在扎伊尔的营地中训练

1971年，安人运开始组建由100至145人规模的武装中队，配备60毫米和81毫米迫击炮，用以攻击葡萄牙的前哨。1972年，葡萄牙人对安人运部队进行了反叛乱扫荡，摧毁了一些安人运 营地。1972年2月，南非国防军在莫希科省与安人运部队交战，并击败了他们。葡萄牙军队在东线取得成功，阿戈什蒂纽·内图被击败，带着800名人撤退到刚果共和国。随后安人运内部发生权力斗争，直到苏联与奇彭达派结盟才停息。3月17日，1,000名安解阵士兵在金库祖发生叛乱，扎伊尔军在奥尔登·罗贝托的要求下镇压了叛乱。
1973 年，奇彭达离开安人运，与1,500名前安人运追随者建立了东方起义。坦桑尼亚总统尼雷尔说服于1970年开始资助安人运的中华人民共和国，于1973年与安解阵结盟对抗安人运。奥尔登·罗贝托于12月访问中国并获得了中国的支持。1974年，当安人运内部出现马里奥·平托·德安德拉德与阿戈什蒂纽·内图分争时，苏联一度切断了对安人运的援助。11月，在阿戈什蒂纽·内图重新确立了他的领导地位后，苏联恢复了对安人运的援助。

### 战争结束
1974年4月，葡萄牙爆发康乃馨革命，新政府同意解散殖民地军队，并立即将权力移交给非洲民族主义运动。同年7月，奥尔登·罗贝托、阿戈什蒂纽·内图、和萨文比在扎伊尔布卡武会面，同意三方作为一个政治实体与葡萄牙进行谈判。但随后又爆发了战斗。三党领导人于1975年1月5日在肯尼亚蒙巴萨再次会面，并同意停止相互争斗，并就与葡萄牙进行宪法谈判的框架达成一致。他们于1月10日至15日在葡萄牙的阿沃与葡萄牙政府官员第三次会谈。于1月15日签署了《阿沃协议》，协议规定安哥拉将于当年11月11日正式独立。协议公布后，许多人离开了安哥拉，到当年11月，超过300,000人离开。然而随着葡萄牙人的撤离，安哥拉各派之间的矛盾不断扩大，同年就爆发了安哥拉内战。

## 外国影响

### 美国
葡萄牙在安哥拉的情况很快成为其在北约的军事盟友关注的问题。例如，美国担心当地会建立共产主义政权。于是美国开始向UPA提供武器和弹药，UPA后来与安哥拉民主党扩大合并为安解阵。 然而安解阵的领导人对美国的援助并不满意。萨文比因此与中华人民共和国建立了良好的联系，并从那里获得了更多的援助。1965年初，美国允许来自亚利桑那州图森的 Aero Associates公司向葡萄牙出售7架道格拉斯B-26入侵者轰炸机。几年后B-26才在安哥拉部署。

### 苏联
在1960年代后期，苏联也卷入了安哥拉战争，主要通过援助安人运。相比安解阵收到的少量美国支援和安盟几乎没有外国援助，安人运和苏联建立了密切的联系，并通过坦桑尼亚和赞比亚接收了大量武器。1969年，安人运与苏联达成协议，安人运在安哥拉独立后允许苏联建设军事基地，用以换取苏联援助的武器和补给。

### 罗得西亚和南非
罗得西亚和南非也卷入了这场战争。这两个国家都是由少数白人统治，他们担心葡萄牙的失败会导致类似事情在自己国家重演。一开始，两国仅限于运送武器和物资。到1968 年，南非开始向葡萄牙空军提供直升机和机组人员，最后还在安哥拉南部和中部部署了几个步兵连。